# Жозеф Гонзалес
Жозеф Гонзалес (фр. Joseph Gonzales; 19. фебруар 1907. — 26. јун 1984) био је француски фудбалер. Одиграо је једну утакмицу за француску репрезентацију против Белгије 1936. и био је неискоришћен члан тима за Светско првенство 1934.
Гонзалес је играо клупски фудбал за Валенсијен, Фивес и Марсеј. Био је и управник Марсеја 1943. и 1944. године.